# Columbano Giovanni Battista Carlo Gaspare Chiaverotti
Columbano Giovanni Battista Carlo Gaspare Chiaverotti (Torino, 5 gennaio 1754 – Torino, 6 agosto 1831) è stato un arcivescovo cattolico italiano.

## Biografia
Columbano Giovanni Battista Carlo Gaspare Chiaverotti nacque a Torino il 5 gennaio 1754, in una nobile famiglia dell'aristocrazia cittadina.
In gioventù venne avviato dal padre agli studi giuridici alla Reale Accademia di Torino, con la speranza di farne un buon giurista; nonostante questo Columbano si risolse a prendere i voti il 29 maggio 1779, con grande dispiacere dei genitori, dei quali era l'unico figlio e sostegno. Entrò così nell'ordine dei Camaldolesi e si ritirò a vita monastica nelle Valli di Lanzo, rimanendovi per i successivi quarant'anni.
Il 1º ottobre 1817, riconosciute le sue profonde doti di religioso e giurista, fu eletto vescovo di Ivrea ed ordinato il 23 novembre di quello stesso anno.
Promosso alla sede metropolitana di Torino il 21 dicembre 1818, morì in carica nella capitale piemontese il 6 agosto 1831.

## Genealogia episcopale e successione apostolica
La genealogia episcopale è:
- Cardinale Scipione Rebiba
- Cardinale Giulio Antonio Santori
- Cardinale Girolamo Bernerio, O.P.
- Arcivescovo Galeazzo Sanvitale
- Cardinale Ludovico Ludovisi
- Cardinale Luigi Caetani
- Cardinale Ulderico Carpegna
- Cardinale Paluzzo Paluzzi Altieri degli Albertoni
- Papa Benedetto XIII
- Papa Benedetto XIV
- Papa Clemente XIII
- Cardinale Marcantonio Colonna
- Cardinale Giacinto Sigismondo Gerdil, B.
- Cardinale Paolo Giuseppe Solaro
- Arcivescovo Columbano Giovanni Battista Carlo Gaspare Chiaverotti, O.S.B.Cam.

La successione apostolica è:
- Vescovo Jean-Baptiste-Marie Aubriot de la Palme (1819)
- Arcivescovo Carlo Tommaso Arnosio (1822)
- Vescovo Claude-François de Thiollaz (1823)
- Vescovo Francesco Vincenzo Lombard (1824)
- Vescovo Francesco Gaetano Bullione di Monale (1824)